# Gråhuvad stare
Gråhuvad stare (Sturnia malabarica) är en asiatisk fågel i familjen starar inom ordningen tättingar.

## Utseende och levnadssätt
Gråhuvad stare är med sina 20 centimeter i kroppslängd en medelstor stare. Den kännetecknas av just ett grått huvud, men även gråaktig ovansida, rostfärgad undersida och kastanjefärgad stjärt. Ungfågeln är rätt enfärgat brungrå med rostfärgade yttre stjärtpennor. Fågeln trivs i öppna beskogade områden.

## Utbredning och systematik
Gråhuvad stare delas upp i två underarter med följande utbredning:
- S. m. malabarica – förekommer i norra, centrala och nordöstra Indien samt Nepal, vintertid till södra och västra Indien
- S. m. nemoricola – förekommer i nordöstra Indien (södra Assam), södra Kina (Yunnan), Myanmar, nordvästra och västra Thailand, Laos, Vietnam och vintertid även till Kambodja
- Sturnia malabarica blythii – förekommer i sydvästra Indien

Fågeln har även påträffats i Sri Lanka och Oman.
Underarten blythi har kategoriserats som egen art, men de genetiska skillnaderna är små.

### Släktestillhörighet
Tidigare placerades den i släktet Sturnus, men flera genetiska studier visar att släktet är starkt parafyletiskt, där de flesta arterna är närmare släkt med majnorna i Acridotheres än med den europeiska staren (Sturnus vulgaris).

## Status

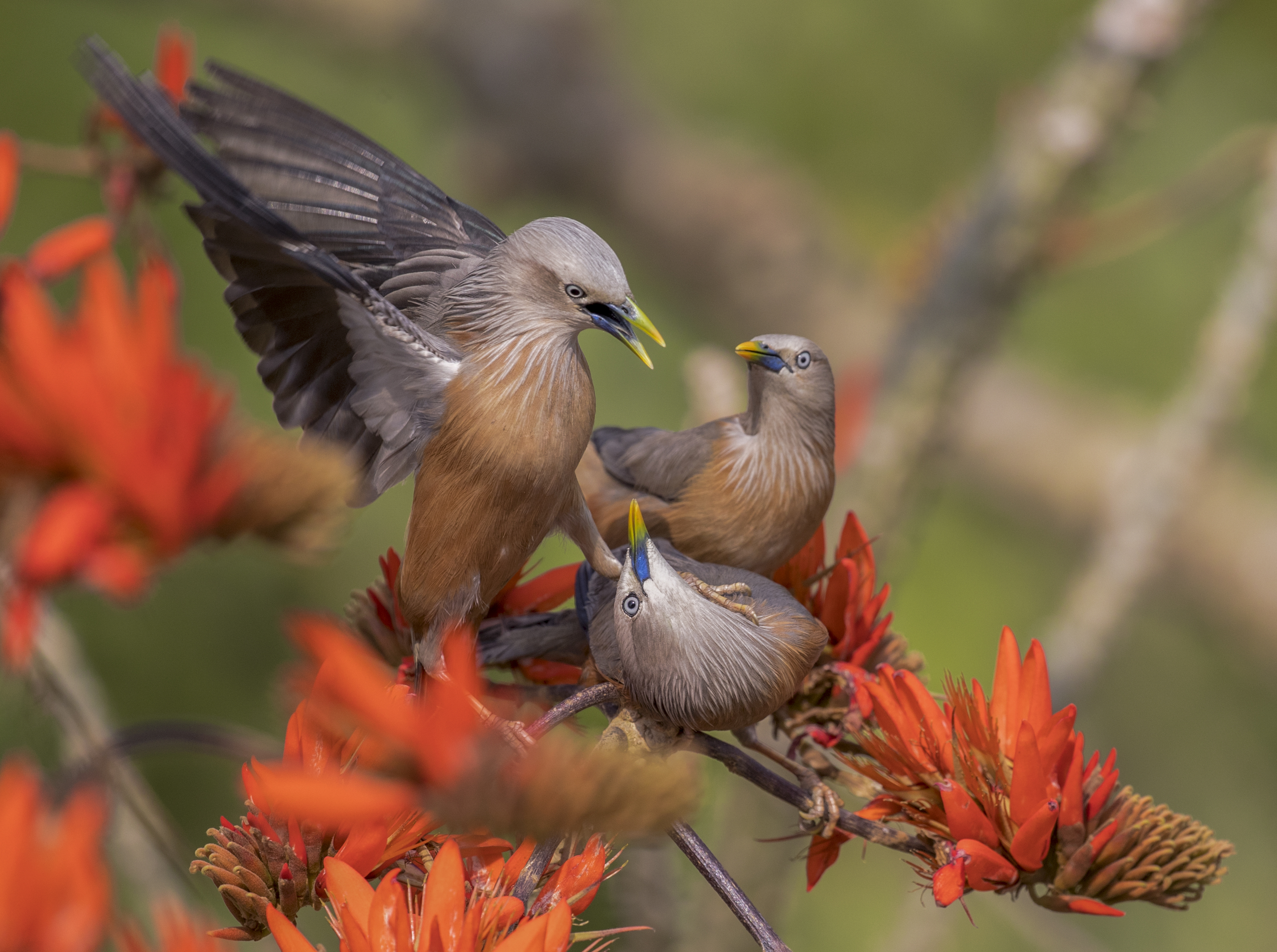
Gråhuvade starar på en Erythrina variegata i nationalparken Satchari i Bangladesh.

Artens population har inte uppskattats och dess populationstrend är okänd, men utbredningsområdet är relativt stort. Internationella naturvårdsunionen IUCN anser inte att den är hotad och placerar den därför i kategorin livskraftig. Den beskrivs som ganska vanlig under 1370 meter i Nepal, lokalt vanlig i Indien, frekvent förekommande i Bhutan, vanlig i Bangladesh och sällsynt i Sri Lanka. Notera att IUCN inkluderar även malabarstaren i bedömningen.